# Muldenhammer (Muldenhammer)

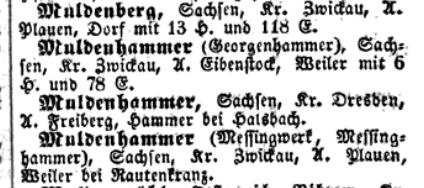
Muldenhammer (Messingwerk, Messinghammer), Sachen, Kr. Zwickau, A. Plauen, Weiler bei Rautenkranz – Eintragung Muldenhammers im Jahr 1846

Muldenhammer ist eine Siedlung der gleichnamigen sächsischen Gemeinde Muldenhammer. Sie ist nicht der Hauptort der gleichnamigen Gemeinde, sondern gehört zum Ortsteil Morgenröthe-Rautenkranz. Die Siedlung geht auf ein ehemaliges Hammerwerk zurück. Muldenhammer gehörte 1875 zu Jägersgrün und ab 1. April 1939 zur Gemeinde Morgenröthe-Rautenkranz, welche wiederum 2009 Teil der neuen Einheitsgemeinde Muldenhammer wurde.
Muldenhammer ist spätestens etwa 1600 als der Neue Hammer an der Mulde ersterwähnt. Ab 1791 wurde der Werkweiler als Muldenhammer bezeichnet, 1819 auch als Muldenhammerrevier. Gegründet wurde der Ort als Hammergut mit Häusergruppe. In Muldenhammer lebten 1875 61 Einwohner. 1880 lebten im Muldenhammer 71 Einwohner in 6 Häusern. Muldenhammer liegt an der Zwickauer Mulde.
Der namensgebende Muldenhammer befand sich im Besitz Peter Fickers und war Teil des Messingwerks Niederauerbach. Er stellte 1834 den Betrieb ein und wurde später verpachtet.

## Belege
1. ↑  Muldenhammer (2) – HOV | ISGV. Abgerufen am 12. Februar 2023.
2. ↑  Alphabetisches Verzeichniß der im Königreiche Sachsen belegenen Stadt- und Landgemeinden mit den zugehörigen, besonders benannten Wohnplätzen, ingleichen der Rittergüter und sonstigen exemten Grundstücke nach Kreishauptmannschaften und amtshauptmannschaftlichen Verwaltungsbezirken geordnet, nebst alphabetischem Register. Bearbeitet nach officiellen Unterlagen durch das statistische Bureau des Königlichen Ministeriums des Innern. Dresden, im October 1884 S. 429
3. ↑  Morgenröthe-Rautenkranz - Geschichte - Gemeinde - Gemeinde Muldenhammer. Abgerufen am 12. Januar 2024.